# Mistrovství světa v orientačním běhu 2008
25. Mistrovství světa v orientačním běhu se uskutečnilo ve dnech 10.–20. července 2008 s centry v Olomouci, Staré Vsi a Skřípově v Česku. Šlo o pětadvacáté mistrovství světa a třetí pořádané Českým svazem orientačního běhu. Oficiální název MS tak zněl WORLD ORIENTEERING CHAMPIONSHIPS 2008 BY CEZ GROUP (WOC 2008 BY CEZ GROUP). Celý průběh šampionátu byl monitorován Českou televizí a moderním sledovacím systémem Trac-Trac, kdy je pomocí SIM karty sledován pohyb závodníka v lese.
Česká televize pokrývala domácí šampionát mnoha přenosy:
- Finále sprintu žen (70 minut)
- Finále sprintu žen (76 minut)
- Závod žen na krátké trati (140 minut)
- Závod mužů na krátké trati (90 minut)
- Závod mužů a žen na klasické trati (88 minut)
- Závod štafet žen (75 minut)
- Závod štafet mužů (75 minut)
- Beseda k MS (60 minut)

## Program závodů
| Den          | Závod                       | Centrum závodu |
| ------------ | --------------------------- | -------------- |
| 13. červenec | Kvalifikace – sprint        | Prostějov      |
| 13. červenec | Finále – sprint             | Olomouc        |
| 15. července | Kvalifikace – Klasická trať | Dalov          |
| 17. července | Kvalifikace – Krátká trať   | Stará Ves      |
| 17. července | Finále – Krátká trať        | Stará Ves      |
| 19. července | Finále – Klasická trať      | Skřípov        |
| 20. července | Štafety                     | Skřípov        |

Mistrovství světa bylo zahájeno 13. července zahajovacím ceremoniálem na olomouckém Horním náměstí. Na programu tohoto mistrovství byly čtyři závody, z toho tři individuální (Sprint, Middle a Long) a jeden štafetový závod, vždy ve dvou kategoriích ženy a muži.
Všem třem individuálním závodům předcházely kvalifikace na finálový závod a to vždy ve třech kvalifikačních skupinách A,B a C.
První na programu byl závod ve Spritu, což je závod o přibližné délce do 3 kilometrů. Tento závod je charakterizován jako parkový, jelikož se odehrává přímo ve městě či parkových partiích města. Kvalifikace proběhla v dopoledních hodinách dne 13. července v centru města Prostějov s arénou na sídlišti Svobody. V odpoledních hodinách pak proběhl finálový závod v centru města Olomouc s doběhovou arénou na Horním náměstí.
Dalším závodem v programu byla kvalifikace na závod v Longu. Proběhla 15. července poblíž města Šternberk s centrem v aréně Dalov.
17. červenec byl další finálový den, kdy se uskutečnil závod v middlu, což je závod na krátkou trať o přibližné délce 6 kilometrů. Dějištěm tohoto závodu byla aréna ve Staré Vsi u Rýmařova. Zde se odběhala kvalifikace i finále.
Poté se celé dějiště závodů přesunulo do Skřípova u Konice. Zde celé závody vyvrcholily finálem v Longu, tedy závodem na dlouhou trať a den na to závodem tříčlenných štafet. Bezprostředně po ukončení závodu 20. července se uskutečnil ukončovací ceremoniál a večer na to závěrečný banket.

## Výsledky Sprint

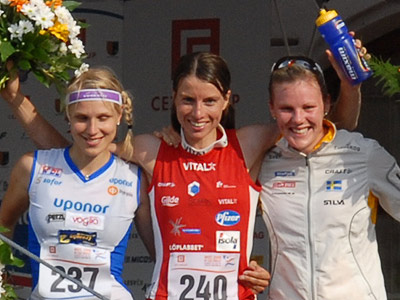
První tři ženy ve Sprintu na WOC 2008

Kvalifikace na finálový závod sprintu žen proběhla v dopoledních hodinách dne 13. července v centru města Prostějova. Tato kvalifikace byla rozlosována do třech skupin A,B,C. Z těchto tří skupin postoupilo do finálového závodu 45 závodnic. Skupinu A vyhrála – Helena Janssonová ze Švédska, Skupinu B vyhrála – Signe Søesová z Dánska a Skupinu C vyhrála – Dana Brožková z České republiky.
Kvalifikace na finálový závod sprintu mužů proběhla v dopoledních hodinách dne 13. července v centru města Prostějova. Tato kvalifikace byla rozlosována do třech skupin A,B,C. Z těchto tří skupin postoupilo do finálového závodu 46 závodníků. Skupinu A vyhrál – Alexander Lubina z Německa, Skupinu B vyhrál – Matthias Müller ze Švýcarska a Skupinu C vyhrál – Daniel Hubmann ze Švýcarska.
Finálový závod sprintu mužů i žen proběhl v odpoledních hodinách dne 13. července v centru města Olomouci s doběhem na Horním náměstí.
| Muži | Muži | Muži | Muži | Muži | Ženy | Ženy | Ženy | Ženy | Ženy |
| --- | --- | --- | --- | --- | --- | --- | --- | --- | --- |
| - Traťové parametry: 3 km, 17 kontrol, 45 m převýšení. - Mapa Olomouc Botanická zahrada 1 : 5 000, E = 2,5 m - Stavitel tratí: Jaroslav Kačmarčík, Josef Hubáček (asistent) - 46 závodníků | - Traťové parametry: 3 km, 17 kontrol, 45 m převýšení. - Mapa Olomouc Botanická zahrada 1 : 5 000, E = 2,5 m - Stavitel tratí: Jaroslav Kačmarčík, Josef Hubáček (asistent) - 46 závodníků | - Traťové parametry: 3 km, 17 kontrol, 45 m převýšení. - Mapa Olomouc Botanická zahrada 1 : 5 000, E = 2,5 m - Stavitel tratí: Jaroslav Kačmarčík, Josef Hubáček (asistent) - 46 závodníků | - Traťové parametry: 3 km, 17 kontrol, 45 m převýšení. - Mapa Olomouc Botanická zahrada 1 : 5 000, E = 2,5 m - Stavitel tratí: Jaroslav Kačmarčík, Josef Hubáček (asistent) - 46 závodníků | - Traťové parametry: 3 km, 17 kontrol, 45 m převýšení. - Mapa Olomouc Botanická zahrada 1 : 5 000, E = 2,5 m - Stavitel tratí: Jaroslav Kačmarčík, Josef Hubáček (asistent) - 46 závodníků | - Traťové parametry: 2,5 km, 17 kontrol, 45 m převýšení. - Mapa Olomouc Botanická zahrada 1 : 5 000, E = 2,5 m - Stavitel tratí: Jaroslav Kačmarčík, Josef Hubáček (asistent) - 45 závodnic | - Traťové parametry: 2,5 km, 17 kontrol, 45 m převýšení. - Mapa Olomouc Botanická zahrada 1 : 5 000, E = 2,5 m - Stavitel tratí: Jaroslav Kačmarčík, Josef Hubáček (asistent) - 45 závodnic | - Traťové parametry: 2,5 km, 17 kontrol, 45 m převýšení. - Mapa Olomouc Botanická zahrada 1 : 5 000, E = 2,5 m - Stavitel tratí: Jaroslav Kačmarčík, Josef Hubáček (asistent) - 45 závodnic | - Traťové parametry: 2,5 km, 17 kontrol, 45 m převýšení. - Mapa Olomouc Botanická zahrada 1 : 5 000, E = 2,5 m - Stavitel tratí: Jaroslav Kačmarčík, Josef Hubáček (asistent) - 45 závodnic | - Traťové parametry: 2,5 km, 17 kontrol, 45 m převýšení. - Mapa Olomouc Botanická zahrada 1 : 5 000, E = 2,5 m - Stavitel tratí: Jaroslav Kačmarčík, Josef Hubáček (asistent) - 45 závodnic |
| Umístění | Země | Jméno | Čas | Ztráta | Umístění | Země | Jméno | Čas | Ztráta |
| | Rusko | Andrej Chramov | 0:13:36 | | | Norsko | Anne Margrethe Hauskenová | 0:12:42 | |
| | Švýcarsko | Daniel Hubmann | 0:13:39 | + 0:00:03 | | Finsko | Minna Kauppiová | 0:12:51 | + 0:00:09 |
| | Švédsko | Martin Johansson | 0:14:13 | + 0:00:37 | | Švédsko | Helena Janssonová | 0:13:01 | + 0:00:19 |
| 6. | Česko | Tomáš Dlabaja | 0:14:23 | + 0:00:47 | 6 | Česko | Dana Brožková | 0:13:13 | + 0:00:31 |
| 7. | Česko | Jan Procházka | 0:14:23 | + 0:00:47 | 9 | Česko | Eva Juřeníková | 0:13:32 | + 0:00:50 |
| 18. | Česko | Jan Mrázek | 0:14:54 | + 0:01:18 | 17 | Česko | Radka Brožková | 0:14:07 | + 0:01:25 |
| Oficiální výsledky: Ženy, Muži | | | | | | | | | |

## Výsledky Krátká trať

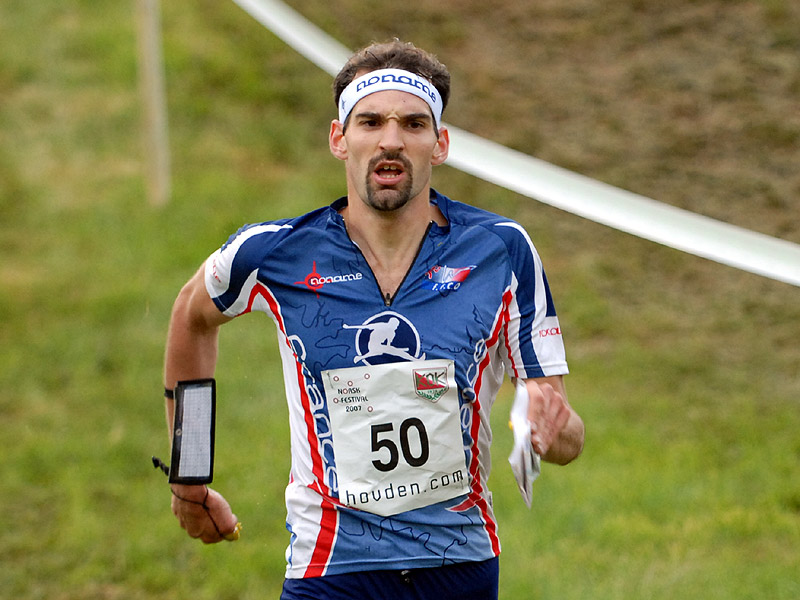
Vítěz na Krátké trati Thierry Gueorgiou

Kvalifikace na finálový závod sprintu žen proběhla v dopoledních hodinách dne 17. července ve Staré Vsi u Rýmařova. Tato kvalifikace byla rozlosována do třech skupin A,B,C. Z těchto tří skupin postoupilo do finálového závodu 45 závodnic. Skupinu A vyhrála – Lina Perssonová ze Švédska, Skupinu B vyhrála – Inga Dambeová z Lotyšska a Skupinu C vyhrála – A. M. Hauskenová z Norska.
Kvalifikace na finálový závod middlu mužů proběhla v dopoledních hodinách dne 17. července ve Staré Vsi u Rýmařova. Tato kvalifikace byla rozlosována do třech skupin A,B,C. Z těchto tří skupin postoupilo do finálového závodu 46 závodníků. Skupinu A vyhrál – Thierry Gueorgiou z Francie, Skupinu B vyhrál – Baptiste Rollier ze Švýcarska a Skupinu C vyhrál – Mikhail Mamleev z Itálie.
Finálový závod middlu mužů i žen proběhl v odpoledních hodinách dne 17. července na stejném místě jako kvalifikace.
| Muži | Muži | Muži | Muži | Muži | Ženy | Ženy | Ženy | Ženy | Ženy |
| --- | --- | --- | --- | --- | --- | --- | --- | --- | --- |
| - Traťové parametry: 5,8 km, 27 kontrol, 245 m převýšení. - Mapa: Mazance 1 : 10 000, E = 5 m] - Stavitel tratí: Jaroslav Kačmarčík, Josef Hubáček (asistent) - 45 závodníků | - Traťové parametry: 5,8 km, 27 kontrol, 245 m převýšení. - Mapa: Mazance 1 : 10 000, E = 5 m] - Stavitel tratí: Jaroslav Kačmarčík, Josef Hubáček (asistent) - 45 závodníků | - Traťové parametry: 5,8 km, 27 kontrol, 245 m převýšení. - Mapa: Mazance 1 : 10 000, E = 5 m] - Stavitel tratí: Jaroslav Kačmarčík, Josef Hubáček (asistent) - 45 závodníků | - Traťové parametry: 5,8 km, 27 kontrol, 245 m převýšení. - Mapa: Mazance 1 : 10 000, E = 5 m] - Stavitel tratí: Jaroslav Kačmarčík, Josef Hubáček (asistent) - 45 závodníků | - Traťové parametry: 5,8 km, 27 kontrol, 245 m převýšení. - Mapa: Mazance 1 : 10 000, E = 5 m] - Stavitel tratí: Jaroslav Kačmarčík, Josef Hubáček (asistent) - 45 závodníků | - Traťové parametry: 4,8 km, 23 kontrol, 190 m převýšení. - Mapa: Mazance 1 : 10 000, E = 5 m] - Stavitel tratí: Jaroslav Kačmarčík, Josef Hubáček (asistent) - 45 závodnic | - Traťové parametry: 4,8 km, 23 kontrol, 190 m převýšení. - Mapa: Mazance 1 : 10 000, E = 5 m] - Stavitel tratí: Jaroslav Kačmarčík, Josef Hubáček (asistent) - 45 závodnic | - Traťové parametry: 4,8 km, 23 kontrol, 190 m převýšení. - Mapa: Mazance 1 : 10 000, E = 5 m] - Stavitel tratí: Jaroslav Kačmarčík, Josef Hubáček (asistent) - 45 závodnic | - Traťové parametry: 4,8 km, 23 kontrol, 190 m převýšení. - Mapa: Mazance 1 : 10 000, E = 5 m] - Stavitel tratí: Jaroslav Kačmarčík, Josef Hubáček (asistent) - 45 závodnic | - Traťové parametry: 4,8 km, 23 kontrol, 190 m převýšení. - Mapa: Mazance 1 : 10 000, E = 5 m] - Stavitel tratí: Jaroslav Kačmarčík, Josef Hubáček (asistent) - 45 závodnic |
| Umístění | Země | Jméno | Čas | Ztráta | Umístění | Země | Jméno | Čas | Ztráta |
| | Francie | Thierry Gueorgiou | 0:33:49 | | | Finsko | Minna Kauppiová | 0:32:35 | |
| | Česko | Michal Smola | 0:34:23 | + 0:00:34 | | Švýcarsko | Vroni König-Salmiová | 0:34:37 | + 0:02:02 |
| | Rusko | Valentin Novikov | 0:34:27 | + 0:00:38 | | Česko | Radka Brožková | 0:34:51 | + 0:02:16 |
| 13 | Česko | Tomáš Dlabaja | 0:37:00 | + 0:03:11 | 24 | Česko | Zdenka Stará | 0:41:07 | + 0:08:32 |
| 29 | Česko | Vladimír Lučan | 0:39:58 | + 0:06:09 | 29 | Česko | Iveta Duchová | 0:42:09 | + 0:09:34 |
| Oficiální výsledky: Ženy, Muži | | | | | | | | | |

## Výsledky Klasická trať (Long)

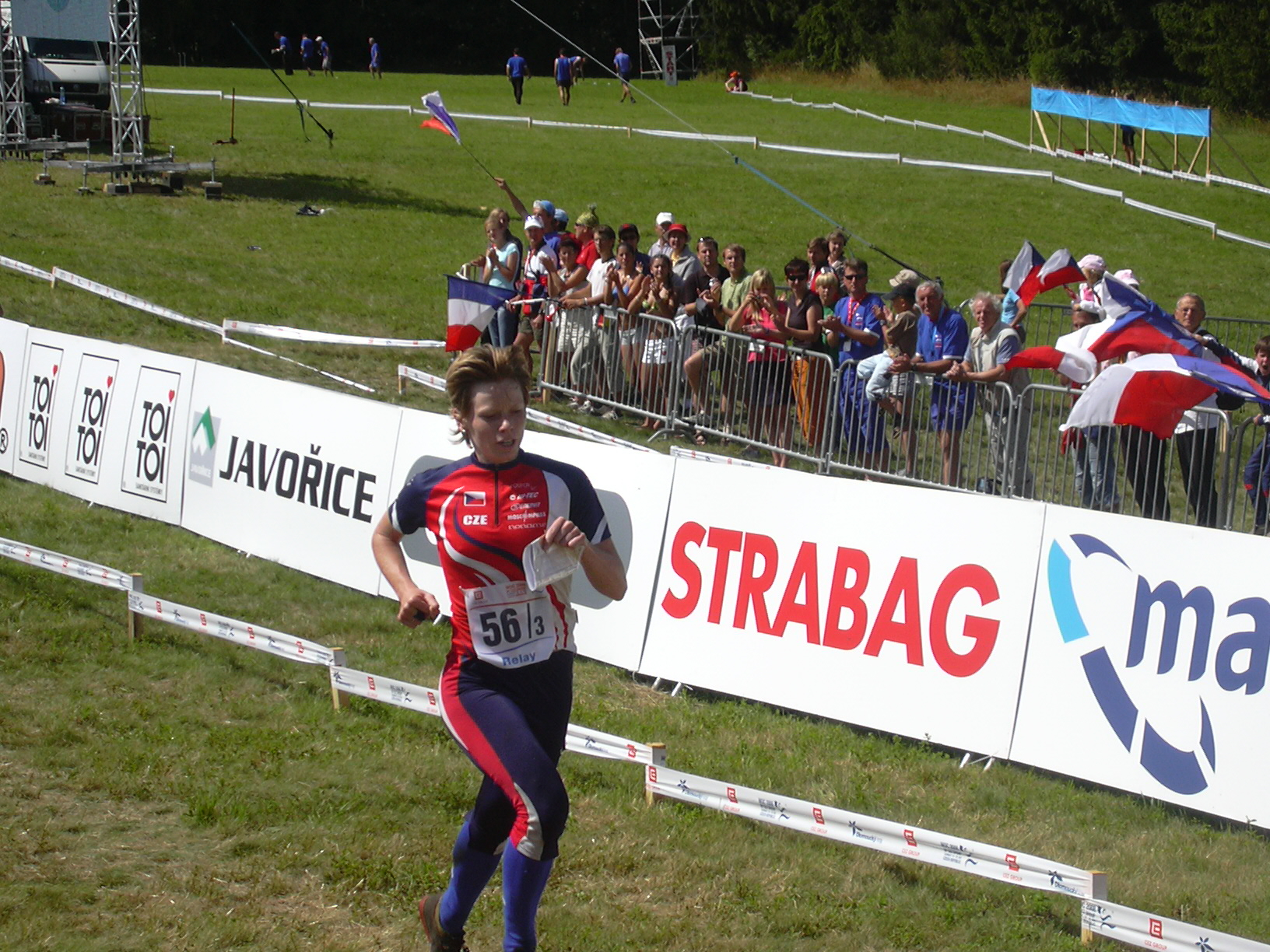
Vítězka v Longu Dana Brožková

Kvalifikace na finálový závod klasiky žen proběhla v dopoledních hodinách dne 15. července s centrem v Dalově. Tato kvalifikace byla rozlosována do třech skupin A,B,C. Z těchto tří skupin postoupilo do finálového závodu 45 závodnic. Skupinu A vyhrála – Signe Søesová z Dánska, skupinu B vyhrála – Annika Billstamová ze Švédska a skupinu C vyhrála – Minna Kauppiová z Finska.
Kvalifikace na finálový závod klasiky mužů proběhla v dopoledních hodinách dne 15. července s centrem v Dalově. Tato kvalifikace byla rozlosována do třech skupin A,B,C. Z těchto tří skupin postoupilo do finálového závodu 45 závodníků. Skupinu A vyhrál – Mats Troeng ze Švédska, Skupinu B vyhrál – David Schneider ze Švýcarska a Skupinu C vyhrál – Daniel Hubmann ze Švýcarska.
Finálový závod longu mužů i žen proběhl v odpoledních hodinách dne 19. července u obce Skřípov na Konicku.
| Muži | Muži | Muži | Muži | Muži | Ženy | Ženy | Ženy | Ženy | Ženy |
| --- | --- | --- | --- | --- | --- | --- | --- | --- | --- |
| - Traťové parametry: 17,3 km, 36 kontrol, 750 m převýšení. - Mapa: Boudy 1 : 15 000, E = 5 m - Stavitel tratí: Jaroslav Kačmarčík, Josef Hubáček (asistent) - 45 závodníků | - Traťové parametry: 17,3 km, 36 kontrol, 750 m převýšení. - Mapa: Boudy 1 : 15 000, E = 5 m - Stavitel tratí: Jaroslav Kačmarčík, Josef Hubáček (asistent) - 45 závodníků | - Traťové parametry: 17,3 km, 36 kontrol, 750 m převýšení. - Mapa: Boudy 1 : 15 000, E = 5 m - Stavitel tratí: Jaroslav Kačmarčík, Josef Hubáček (asistent) - 45 závodníků | - Traťové parametry: 17,3 km, 36 kontrol, 750 m převýšení. - Mapa: Boudy 1 : 15 000, E = 5 m - Stavitel tratí: Jaroslav Kačmarčík, Josef Hubáček (asistent) - 45 závodníků | - Traťové parametry: 17,3 km, 36 kontrol, 750 m převýšení. - Mapa: Boudy 1 : 15 000, E = 5 m - Stavitel tratí: Jaroslav Kačmarčík, Josef Hubáček (asistent) - 45 závodníků | - Traťové parametry: 11,9 km, 24 kontrol, 450 m převýšení. - Mapa: Boudy 1 : 15 000, E = 5 m - Stavitel tratí: Jaroslav Kačmarčík, Josef Hubáček (asistent) - 44 závodnic | - Traťové parametry: 11,9 km, 24 kontrol, 450 m převýšení. - Mapa: Boudy 1 : 15 000, E = 5 m - Stavitel tratí: Jaroslav Kačmarčík, Josef Hubáček (asistent) - 44 závodnic | - Traťové parametry: 11,9 km, 24 kontrol, 450 m převýšení. - Mapa: Boudy 1 : 15 000, E = 5 m - Stavitel tratí: Jaroslav Kačmarčík, Josef Hubáček (asistent) - 44 závodnic | - Traťové parametry: 11,9 km, 24 kontrol, 450 m převýšení. - Mapa: Boudy 1 : 15 000, E = 5 m - Stavitel tratí: Jaroslav Kačmarčík, Josef Hubáček (asistent) - 44 závodnic | - Traťové parametry: 11,9 km, 24 kontrol, 450 m převýšení. - Mapa: Boudy 1 : 15 000, E = 5 m - Stavitel tratí: Jaroslav Kačmarčík, Josef Hubáček (asistent) - 44 závodnic |
| Umístění | Země | Jméno | Čas | Ztráta | Umístění | Země | Jméno | Čas | Ztráta |
| | Švýcarsko | Daniel Hubmann | 1:46:08 | | | Česko | Dana Brožková | 1:24:26 | |
| | Norsko | Anders Nordberg | 1:47:23 | + 0:01:15 | | Norsko | Marianne Andersenová | 1:25:09 | + 0:00:43 |
| | Francie | François Gonon | 1:48:05 | + 0:01:57 | | Švédsko | Annika Billstamová | 1:25:28 | + 0:01:02 |
| 13 | Česko | Michal Smola | 1:51:50 | + 0:05:42 | 8 | Česko | Eva Juřeníková | 1:29:39 | + 0:05:13 |
| 24 | Česko | Jan Mrázek | 1:55:43 | + 0:09:35 | 21 | Česko | Jana Panchártková | 1:36:09 | + 0:11:43 |
| Oficiální výsledky: Ženy, Muži | | | | | | | | | |

## Výsledky štafetových závodů

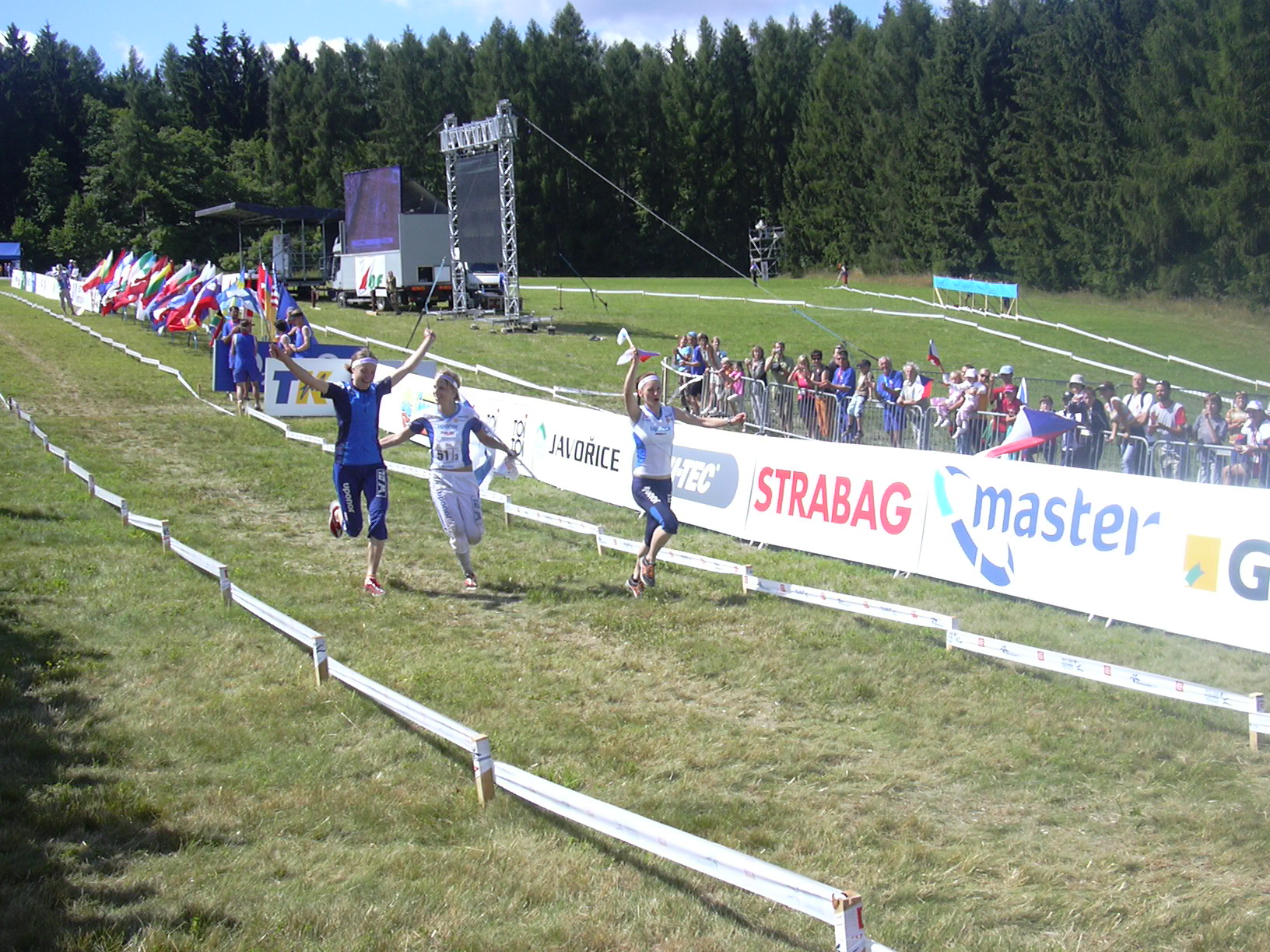
Vítězná ženská štafeta Finska

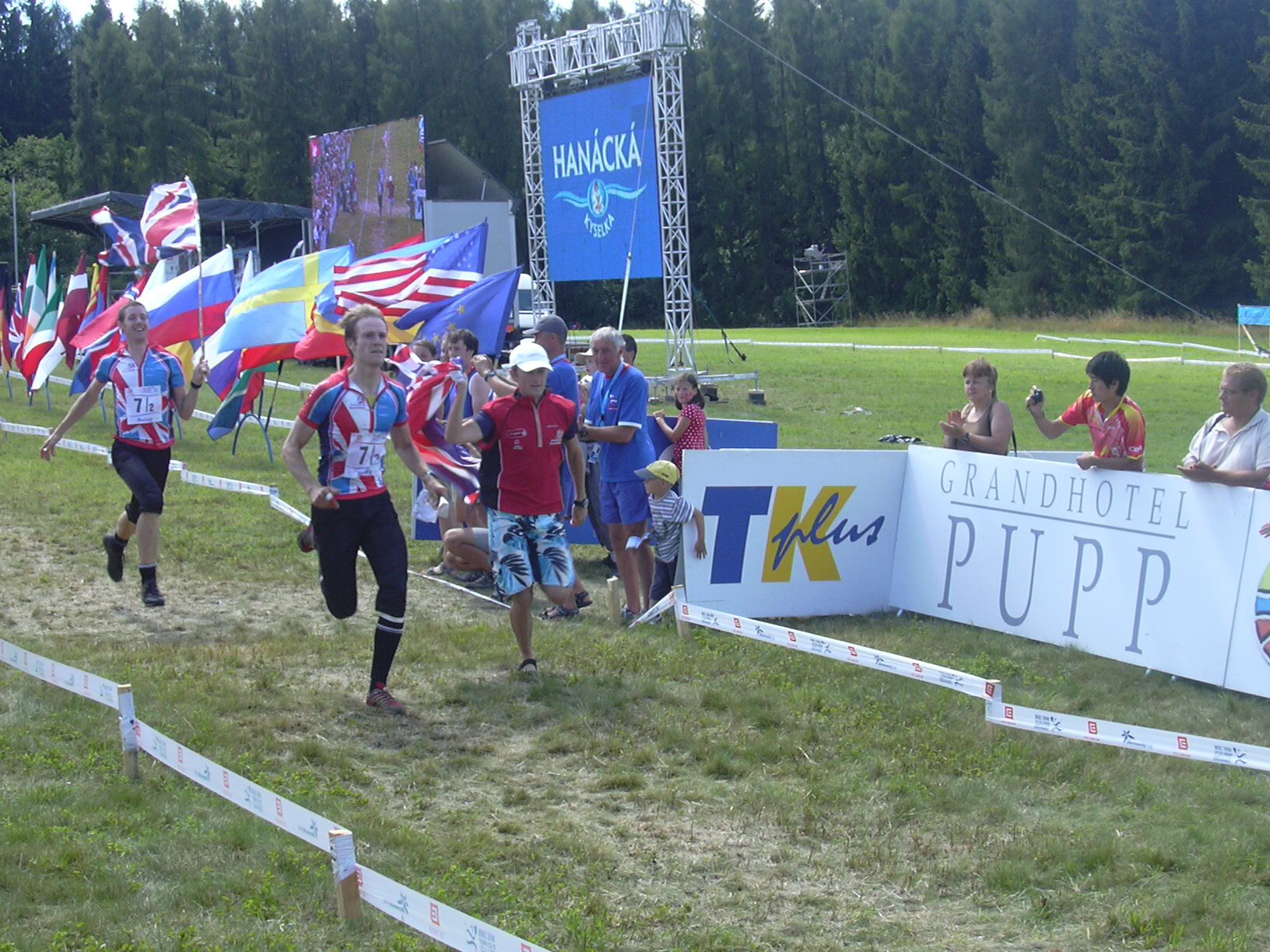
Vítězná mužská štafeta Velké Británie

Ženskou štafetu výborně rozběhla Radka Brožková, když předávala na třetím místě s minimální ztrátou na vedoucí Rusky. Eva Juřeníková na druhém úseku trochu ztratila, finišmanka Dana Brožková tak vybíhala ze čtvrté pozice, navíc s Minnou Kauppiovou za zády. Ta pořádně zamíchala s pořadím, když v suverénně nejlepším čase doběhla finské štafetě pro zlato. Stříbro braly Rusky, bronz Švédky.
I v mužích se podařilo skvěle rozběhnout – Jan Procházka předával třetí. Po druhém úseku vedla stále Francie, Michal Smola uzavíral první šestku. Velmi dramatický byl poslední úsek. K vítězství měla našlápnuto Francie, poté, co opět skvěle běžel Gueorgiou. Těsně před koncem ho však bodla včela do krku a byl helikoptérou transportován do nemocnice. Vedení převzala štafeta Ruska, Novikov však v závěru chyboval byl předstižen Jamie Stevensonem, který doběhl Britům pro historicky první štafetové zlato.
| Muži | Muži | Muži | Muži | Muži | Ženy | Ženy | Ženy | Ženy | Ženy |
| --- | --- | --- | --- | --- | --- | --- | --- | --- | --- |
| - Traťové parametry: 7,5–8,4 km, 23–27 kontrol, 350–350 m převýšení - Mapa: Olšana 1 : 10 000, E = 5 m - Stavitel tratí: Jaroslav Kačmarčík, Josef Hubáček (asistent) - 36 štafet | - Traťové parametry: 7,5–8,4 km, 23–27 kontrol, 350–350 m převýšení - Mapa: Olšana 1 : 10 000, E = 5 m - Stavitel tratí: Jaroslav Kačmarčík, Josef Hubáček (asistent) - 36 štafet | - Traťové parametry: 7,5–8,4 km, 23–27 kontrol, 350–350 m převýšení - Mapa: Olšana 1 : 10 000, E = 5 m - Stavitel tratí: Jaroslav Kačmarčík, Josef Hubáček (asistent) - 36 štafet | - Traťové parametry: 7,5–8,4 km, 23–27 kontrol, 350–350 m převýšení - Mapa: Olšana 1 : 10 000, E = 5 m - Stavitel tratí: Jaroslav Kačmarčík, Josef Hubáček (asistent) - 36 štafet | - Traťové parametry: 7,5–8,4 km, 23–27 kontrol, 350–350 m převýšení - Mapa: Olšana 1 : 10 000, E = 5 m - Stavitel tratí: Jaroslav Kačmarčík, Josef Hubáček (asistent) - 36 štafet | - Parametry: 5,8–7,0 km, 17–22 kontrol, 275–300 m převýšení - Mapa: Olšana 1 : 10 000, E = 5 m - Stavitel tratí: Jaroslav Kačmarčík, Josef Hubáček (asistent) - 26 štafet | - Parametry: 5,8–7,0 km, 17–22 kontrol, 275–300 m převýšení - Mapa: Olšana 1 : 10 000, E = 5 m - Stavitel tratí: Jaroslav Kačmarčík, Josef Hubáček (asistent) - 26 štafet | - Parametry: 5,8–7,0 km, 17–22 kontrol, 275–300 m převýšení - Mapa: Olšana 1 : 10 000, E = 5 m - Stavitel tratí: Jaroslav Kačmarčík, Josef Hubáček (asistent) - 26 štafet | - Parametry: 5,8–7,0 km, 17–22 kontrol, 275–300 m převýšení - Mapa: Olšana 1 : 10 000, E = 5 m - Stavitel tratí: Jaroslav Kačmarčík, Josef Hubáček (asistent) - 26 štafet | - Parametry: 5,8–7,0 km, 17–22 kontrol, 275–300 m převýšení - Mapa: Olšana 1 : 10 000, E = 5 m - Stavitel tratí: Jaroslav Kačmarčík, Josef Hubáček (asistent) - 26 štafet |
| Umístění | Země | Jméno | Čas | Ztráta | Umístění | Země | Jméno | Čas | Ztráta |
| | Spojené království | Graham Gristwood Jon Duncan Jamie Stevenson | 2:18:17 | | | Finsko | Katri Lindeqvistová Merja Rantanenová Minna Kauppiová | 2:13:14 | |
| | Rusko | Dmitrij Cvetkov Andrej Chramov Valentin Novikov | 2:18:58 | + 0:00:41 | | Rusko | Galina Vinogradovová Julia Novikovová Taťána Rjabkinová | 2:15:49 | + 0:02:35 |
| | Švýcarsko | Baptiste Rollier Matthias Merz Daniel Hubmann | 2:21:49 | + 0:03:32 | | Švédsko | Annika Billstamová Sofie Johanssonová Helena Janssonová | 2:16:27 | + 0:03:13 |
| 4 | Česko | Jan Procházka Michal Smola Tomáš Dlabaja | 2:22:27 | + 0:04:10 | 5 | Česko | Radka Brožková Eva Juřeníková Dana Brožková | 2:18:22 | + 0:05:08 |
| Oficiální výsledky: Ženy, Muži | | | | | | | | | |

## Medailová klasifikace podle zemí

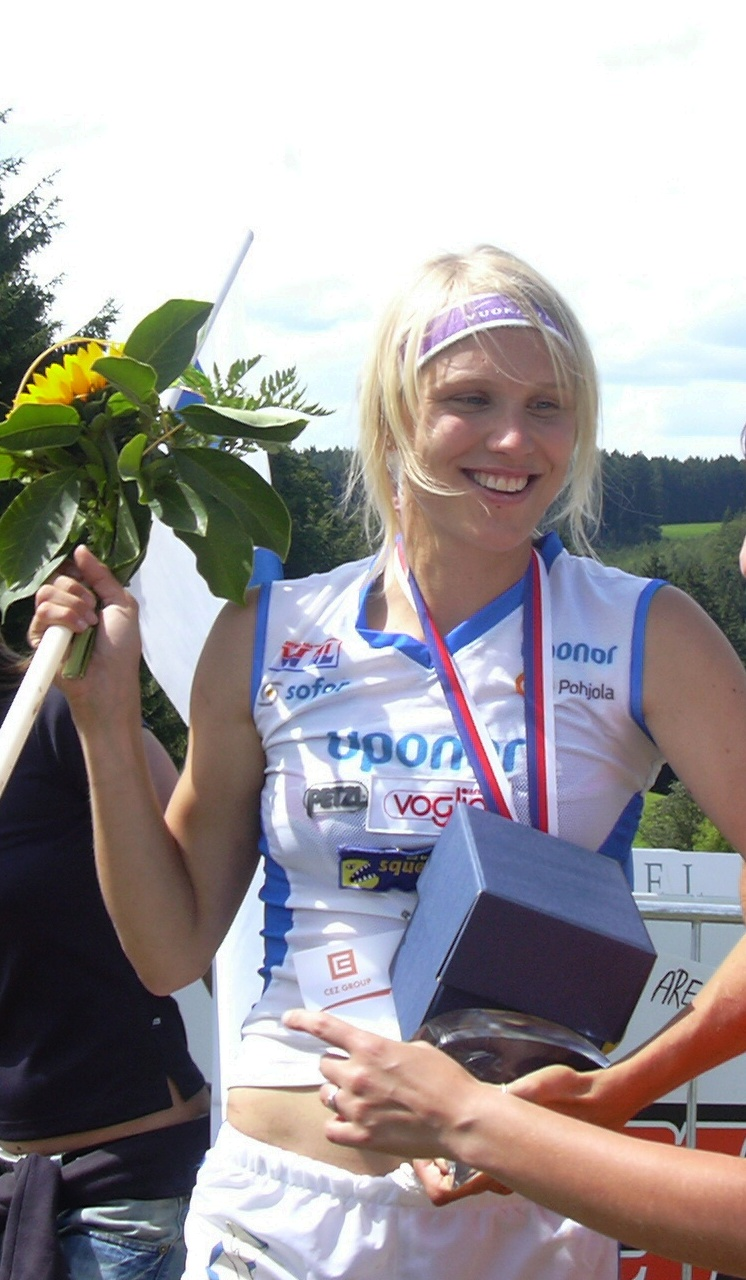
Nejúspěšnějším závodníkem s jednou stříbrnou a dvěma zlatými medailemi se stala Finka Minna Kauppiová

| Medailová klasifikace podle zemí | Medailová klasifikace podle zemí | Medailová klasifikace podle zemí | Medailová klasifikace podle zemí | Medailová klasifikace podle zemí | Medailová klasifikace podle zemí |
| Umístění                         | Země                             | Zlato                            | Stříbro                          | Bronz                            | Součet                           |
| -------------------------------- | -------------------------------- | -------------------------------- | -------------------------------- | -------------------------------- | -------------------------------- |
|                                  | Finsko                           | 2                                | 1                                | -                                | 3                                |
|                                  | Rusko                            | 1                                | 2                                | 1                                | 4                                |
|                                  | Švýcarsko                        | 1                                | 2                                | 1                                | 4                                |
| 4.                               | Norsko                           | 1                                | 2                                | -                                | 3                                |
| 5.                               | Česko                            | 1                                | 1                                | 1                                | 3                                |
| 6.                               | Francie                          | 1                                | -                                | 1                                | 2                                |
| 7.                               | Velká Británie                   | 1                                | -                                | -                                | 1                                |
| 8.                               | Švédsko                          | -                                | -                                | 4                                | 4                                |